# Seabrook (Teksas)
Seabrook je grad u američkoj saveznoj državi Teksas. Prema popisu stanovništva iz 2010. u njemu je živjelo 11.952 stanovnika.